# Zeitschrift für Bauwesen
Le Zeitschrift für Bauwesen (abréviation : ZfBw) est un journal de langue allemande pour la construction et l'architecture. Il est apparu pour la première fois en 1851, puis, de 1924 à 1927, séparé en une partie construction de bâtiments - et une partie constructions mécaniques. En 1931, le Zeitschrift für Bauwesen est fusionné avec le Zentralblatt der Bauverwaltung. Les deux magazines sont publiés par l'éditeur Wilhelm Ernst & Sohn à Berlin, qui, avec ces deux titres, a dans son programme les principales revues professionnelles d'ingénieurs civils de l'époque. À la fin du XIXe siècle, la Zeitschrift für Bauwesen tirait à 13 000 exemplaires et la Zentralblatt der Bauverwaltung à 5 000.
Le contenu du Zeitschrift für Bauwesen est, entre autres, des notifications officielles, des présentations de nouveaux bâtiments dans le bâtiment et le génie civil. Les bâtiments présentés se sont concentrés sur les structures de circulation et les bâtiments publics. Le magazine est publié avec une fréquence variable, mais au moins trimestrielle. La plupart des années ont douze numéros, en plus de la table des matières, il y a aussi un atlas avec des gravures sur cuivre et des planches en couleur, qui résument les articles avec des illustrations élaborées, qu'Otto Ebel (de) a principalement créées pendant de nombreuses années.

## Édition
L'éditeur est d'abord le ministère prussien des Travaux publics et après la Première Guerre mondiale, le ministère prussien des Finances. Le magazine est géré par :
- 1851 : Carl Wilhelm Hoffmann (de)
- 1851-1875 : Georg Erbkam
- 1876-1882 : Karl Friedrich Endell (de)
- 1883-1884 : Ludwig von Tiedemann (de)
- 1885-1912 : Otto Sarrazin (de)
- Carl Schäfer
- 1913-1918 : Friedrich Schultze (de)
- Gustave Meyer

Karl Hinckeldeyn (de), Oskar Hossfeld (de) et Johann Wilhelm Schwedler (de) font partie des éditeurs de longue date.

## Statistiques
Après la proclamation de l'Empire allemand (de) en 1871, il semble possible pour la première fois de collecter et de publier des statistiques nationales uniformes sur la construction publique. L'organisation faîtière de l'Association des architectes et ingénieurs allemands (de) (VDAI), fondée en 1871, exige l'introduction de telles statistiques à partir de 1876. L'administration municipale des bâtiments de Berlin effectue les premiers tests, dont les résultats sont publiés dans la Wochenblatt für Architekten und Ingenieure (ZDB-ID 161379-0). En 1881, l'ingénieur civil des chemins de fer Wilhelm Housselle (de) publie une note sur les statistiques du bâtiment pour le compte du VDAI. Le 10 février 1881, le ministre des Travaux publics, Albert von Maybach, publie une circulaire par laquelle tous les gouvernements royaux et les sénéchaussées reçoivent l'instruction de communiquer chaque année au ministère des données statistiques sur les constructions et les ouvrages hydrauliques achevés dans leur région au cours de l'année écoulée. Seuls les nouveaux bâtiments dont le coût de construction est de 10 000 marks ou plus doivent être inclus. En plus du rapport annuel qui est obligatoire à partir de 1881, les constructions depuis la fondation de l'empire doivent également être enregistrées et rapportées afin d'obtenir de meilleures séries chronologiques. Immédiatement après la fondation de l'empire, les paiements des réparations françaises déclenchent un boom qui s'achève en 1873 avec la crise des démarrages, mais produit un nombre incalculable de projets de construction.
Les résultats des statistiques sont publiés à partir de 1884 sous forme de suppléments au Zeitschrift für Bauwesen. La publication s'est produite dans 14 groupes principaux: 
- I. Églises, le plus souvent divisées en églises à nef ou Églises à plusieurs nefs ou à voûtes croisées
- II. Les presbytères, avec les différents besoins d'espace causés par le célibat, divisés en presbytères évangéliques et catholiques
- III. Écoles élémentaires ainsi que des logements officiels pour les enseignants
- IV Lycées et autres bâtiments scolaires pour l'enseignement secondaire ainsi que des appartements officiels pour les enseignants
- V. Séminaires de formation des enseignants
- VI. Gymnase
- VII Bâtiments universitaires
- VIII Instituts scientifiques et artistiques, collections, musées
- IX. Lycées techniques
- X. Hôpitaux
- XI. Bâtiments ministériels et gouvernementaux
- XII. Palais de justice sans prisons
- XIII. Prisons et établissements pénitentiaires
- XIV. Immeubles du bureau des impôts
- XV. Bâtiments résidentiels pour forestiers
- XVI Bâtiments de domaine, notamment bâtiments d'habitation pour locataires, bâtiments de ferme et écuries
- XVIII. Bâtiments de haras
- XVIII. Bâtiments du département de l'administration du génie hydraulique, tels que les phares et les bâtiments résidentiels pour les fonctionnaires

Les statistiques de chacun de ces grands groupes sont publiées dans un ou plusieurs tableaux. Dans le tableau principal, il y a une ligne pour chaque structure, donnant toujours le nom et le but de la structure, l'emplacement et le comté d'emplacement, l'année de début et d'achèvement de la construction et le coût. De plus, il y a les dimensions les plus importantes, de brèves informations sur les matériaux de construction utilisés et des indicateurs d'utilisation tels que le nombre de places scolaires, qui permettent de calculer les coûts associés. Les chiffres clés typiques tels que les coûts par mètre carré de surface bâtie ou les coûts par mètre cube d'espace clos sont indiqués directement dans le tableau. Ces coûts n'incluent pas les coûts fonciers. Pour de nombreux bâtiments, il existe un plan d'étage à l'échelle 1:1000 dans le tableau principal. Des bâtiments similaires (bâtiments typiques) sont répertoriés les uns en dessous des autres afin d'éviter de répéter le plan d'étage dans les tables spéciales, en plus de la table principale. Des statistiques sur l'activité de construction pour les districts administratifs et une comparaison des coûts connexes sont présentées.
Les statistiques sont recueillies jusqu'en 1918 et, après traitement, sont publiées pour la dernière fois en 1920. Dans la période 1871-1918, il couvre ainsi tous les grands bâtiments publics du génie civil et du génie hydraulique de l'Empire allemand.